# Jordi Escobar Fernández
Jordi Escobar Fernández (Sant Cebrià de Vallalta, 10 de febrer de 2002) és un futbolista català que juga habitualment com a davanter a la SD Logroñés.

## Carrera de club
Escobar va jugar a les categories inferiors del CD Blanes i del CE Riudarenes. Aviat va marxar a probar a La Masia del FC Barcelona, però va ser acceptat pel planter del RCD Espanyol als 10 anys. Allà va jugar durant 3 anys fins que el 2016 va marxar a l'equip juvenil del València CF. Aquí va passar per totes les categories inferiors, però va ser adquirit per la UD Almeria l'octubre de 2020. Va signar per 4 anys amb el club, però el 13 de juliol del 2021 es va anunciar el seu retorn al FC Barcelona B en qualitat de cedit per 1 temporada amb opció de compra per al club català.